# 茄子川村
茄子川村（なすびがわむら）は、かつて岐阜県恵那郡に存在した村。
現在の中津川市茄子川に該当する。

## 大字・小字
- 大字:茄子川（なすびがわ）
- 青木（あおき）、赤沼（あかぬま）
- 上畑（うわばた）
- 大沼（おおぬま）、桶田（おけだ）
- 金屋（かなや）、上諏訪（かみすわ）
- 絹屋（きぬや）
- 鯉ケ平 （こいがひら）、庚申前（こうしんまえ）
- 坂本 （さかもと）
- 下諏訪（しもすわ）、下畑（しもはた）
- 長連寺（ちょうれんじ）
- 筑田（つくだ）、堤下（つつみした）、津戸井（つどい）
- 中垣外（なかがいと）、中島（なかしま）、中通（なかどうり）、中畑（なかばた）
- 西通（にしどうり）
- 野畔（のぐろ）、野田（のだい）
- 東通（ひがしどうり）広久手（ひろくて）
- 二ツ岩（ふたついわ）
- 鳳雲奄（ほううんあん）、坊太郎（ぼうたろう）堀田（ほった）
- 前田（まえだ）
- 明光保（みょうこうぼ）
- 湯南（ゆなん）

(過去に存在した小字)
諏訪の前、中町、東町、中切、下洗

## 歴史
- 戦国時代の茄子川村は、遠山氏の重臣の藤井氏が治めていた。
- 江戸時代の茄子川村は、旗本の茄子川馬場氏と尾張藩の木曾衆計8名の入相支配地であり、(茄子川馬場氏275石、山村甚兵衛 350石・千村平右衛門 125石・原十郎兵衛 156石6斗・千村助右衛門 145石・山村一學 130石・千村次郎右衛門 119石・三尾左京 86石)であった。

- 1889年（明治22年）7月1日 - 町村制により茄子川村が発足。
- 1897年（明治30年）4月1日 - 千旦林村と合併し、坂本村が発足。同日茄子川村は廃止。

## 神社・寺院
- 坂本神社諏訪社 （式内社の坂本神社の論社）
- 源長寺
- 寺居山五百羅漢
- 羅漢教会

## 教育
- 茄子川尋常高等小学校 （1907年に千旦林尋常高等小学校と合併し坂本尋常小学校。現・中津川市立坂本小学校）